# Crnac (żupania virowiticko-podrawska)
Crnac – wieś w Chorwacji, w żupanii virowiticko-podrawskiej, siedziba gminy Crnac. W 2011 roku liczyła 494 mieszkańców.